# Nisland
Nisland – miasto w Stanach Zjednoczonych, w stanie Dakota Południowa, w hrabstwie Butte.